# Férfias játékok (film)
A Férfias játékok (eredeti cím: Patriot Games) 1992-es amerikai akcióthriller Harrison Ford főszereplésével, Tom Clancy azonos című regénye alapján. Ford ebben a filmben játszotta először Jack Ryan CIA-elemzőt.

## Rövid történet
Amikor Jack Ryan, a CIA elemzője beavatkozik egy IRA-gyilkosságba, egy fegyveres csoport bosszúból őt és családját veszi célba.

## Cselekmény
A CIA-től visszavonult Jack Ryan családjával Londonban tartózkodik, mikor szemtanúja az Észak-Írország brit külügyminisztere és a királyi család egyik tagja, Lord William Holmes elleni merényletnek. Ryan beleavatkozik az eseményekbe, s közben megöli az egyik támadót, míg a másikat, Sean Millert ártalmatlanná teszi, akit a rendőrség őrizetbe vesz. Maga Ryan is megsérül, a bírósági eljárás során tanúskodik Miller ellen, aki az IRA egy szakadár csoportjának tagja. Miller bosszút esküszik a Ryan által megölt terroristáért, aki az öccse volt. Ryant brit lovagi érdemrenddel tüntetik ki, majd feleségével és lányával együtt visszatér az Államokba.
Mialatt Millert átszállítják egy börtönbe, társai rajtaütnek a konvojon, megölik a tiszteket és kiszabadítják őt. Egy váratlan lépésként Miller az Amerikai Egyesült Államokba megy, hogy beteljesítse Ryannek tett ígéretét. Miután családja súlyos autóbalesetet szenved egy támadás következtében, Ryan újra belép a CIA-be. Az ügynökség légicsapást mér egy Líbiában, a Moammer Kadhafi-rezsim hallgatólagos támogatásával működő kiképzőtáborra, ahol Miller tartózkodási helyét vélik, azonban a terrorista ekkora már elhagyta a helyszínt.
Rendkívüli biztonsági intézkedések közepette kerül sor Ryanék házában a lovagrend átadására, ahová Lord Holmes is ellátogat. Miller dühtől és bosszúvágytól hajtva végez társaival, akiknek Holmes az elsődleges célpontjuk. Ryan és Miller egy motorcsónakban méri össze erejét, ahol végül a terrorista marad alul; Ryan az utolsó pillanatban veti magát a vízbe a megsemmisülő járműről.
Később, immáron fenyegetettség nélkül tudja meg második születendő gyermeke nemét.

## Háttér

### Adaptáció
Tom Clancy regényeinek kronológiája nem azonos a filmváltozatokéval: a Férfias játékok előbb játszódik nyomtatásban, mint a Vadászat a Vörös Októberre. Az adaptáláskor a cserére nyilvánvaló okot az szolgáltatott, hogy Harrison Ford idősebb Alec Baldwinnál, aki az 1990-es filmben játszotta Jack Ryant. Clancy a szkript első vázlatát elolvasva elhatárolódott a filmtől a cselekményben tett változtatások miatt. Ezek közé tartozik, hogy a walesi hercegből, hercegnőből és kisgyermekükből „Lord Holmes” lett, az anyakirálynő unokatestvére, illetve hogy Sean Miller meghal a film végén.
A film eredeti befejezése szerint Ryan és Miller magas sziklákon harcol a viharos tenger közepén, s Miller megfullad. A tesztközönséget nem hozta lázba e végkifejlet, így leforgatták az új, csónakos változatot. Harrison Ford a  felvételkor véletlenül megütötte Sean Beant a hajóhoroggal, így szerezte Bean a szeme feletti sebhelyet.
Az utolsó jelenetben egy bizonyos Doktor Zaillian hívja fel Cathy Ryant a terhességével kapcsolatban. A név tisztelgés Steven Zaillian forgatókönyvíró felé, aki a neve feltüntetése nélkül simítást végzett a filmen. Ugyanebben a jelenetben, mikor Jack Ryan kinyitja a hűtőt, egy lista látható rajta lehetséges nevekkel születendő gyermeküknek. Köztük szerepel a Samuel és a Jackson is, utalásként Samuel L. Jacksonra, aki Ryan egyik barátját játssza a filmben.
Az előzetesben elhangzó mondat, az „Amerikai földön még sosem történt terrortámadás” a filmből végül kimaradt, mert túlságosan kihívónak ítélték.

### Szereposztás
A Vadászat a Vörös Októberrében a Ryan házaspárt játszó színészek, Alec Baldwin és Gates McFadden nem térnek vissza a Férfias játékokban. McFadden állandó szereplővé vált a Star Trek: Az új nemzedék című televíziós sorozatban, így ez lefoglalta idejét, míg Baldwin a hivatalos közlés szerint akkoriban a Broadwayn játszott a Szentivánéji álomban, s ez gátolta meg újbóli feltűnését. Más források szerint a Vörös Októberrében mutatott „szakmaiatlan viselkedése” miatt nem hívták vissza, avagy a 4 millió dolláros gázsikövetelésének nem akartak eleget tenni. Egy harmadik variáció azzal indokol, hogy Baldwinnak nem tetszett a forgatókönyv.
Richard Harrist az utolsó utáni pillanatban szerződtették az IRA-szóvivő szerepére, mivel az eredeti színésznek ott kellett hagynia a produkciót. Patrick Malahide angol színészt kiválasztották egy szerepre, azonban vissza kellett mondania egy másik munkája miatt. Kenneth Griffith walesi színész visszautasította azt a szerepet, amit végül Gerald Sim játszott el. James Fox a saját fivérét, Edward Foxot váltotta Lord Holmes szerepében.

### Forgatási helyszínek
A film forgatása Angliában, ezen belül is javarészt Londonban, illetve Maryland és Kalifornia államokban, elsősorban Annapolis városában zajlott. Stúdiófelvétek a Pinewoodban készültek. A CIA-s jeleneteket az eredeti CIA-főhadiszálláson vették fel Langleyben, Virginia államban; ez volt az első alkalom, hogy az ügynökség ilyesmit engedélyezett.

### Zene
Abban a jelenetben, ahol műholdon keresztül figyeli a CIA az észak-afrikai támadást, meglehetősen érzelmes, hajszálvékony zenei aláfestés hallható James Hornertől, ám a zene valójában meglehetősen világos kölcsönzés Dmitrij Sosztakovics 5. szimfóniájának lassú szakaszából. Ez csupán hozzávetőleg fél percig tart, majd Horner sajátjába fordul. A végefőcímben nincs megemlítve a zenei résznél Sosztakovics neve.
Felcsendülnek továbbá szemelvények a zeneszerző egy korábbi munkájából, amit az 1986-os A bolygó neve: Halálhoz írt (egészen pontosan a „Resolution and Hyperspace”). Ugyanez előfordul a következő Jack Ryan-film, a Végveszélyben esetében is.

## Szereplők
| Szerep                     | Színész           | Magyar hangja (1. szinkron, 1992) | Magyar hangja (2. szinkron, 2008) |
| -------------------------- | ----------------- | --------------------------------- | --------------------------------- |
| Jack Ryan                  | Harrison Ford     | Rosta Sándor                      | Rosta Sándor                      |
| Dr. Caroline Ryan          | Anne Archer       | Prókai Annamária                  | Orosz Anna                        |
| Kevin O’Donnell            | Patrick Bergin    | Haás Vander Péter                 | Juhász György                     |
| Sean Miller                | Sean Bean         | Csankó Zoltán                     | Király Attila                     |
| Sally Ryan                 | Thora Birch       | Vadász Bea                        | Ungvári Zsófia                    |
| Lord William Holmes        | James Fox         | Szokolay Ottó                     | Németh Gábor                      |
| Robby Jackson alparancsnok | Samuel L. Jackson | Varga Tamás                       | Jakab Csaba                       |
| Annette                    | Polly Walker      | Simon Mari                        | Kovács Vanda                      |
| Marty Cantor               | J.E. Freeman      | Kiss Gábor                        | Bácskai János                     |
| James Greer admirális      | James Earl Jones  | Szabó Ottó                        | Tolnai Miklós                     |
| Paddy O’Neil               | Richard Harris    | Dobránszky Zoltán                 | Szersén Gyula                     |

## Fogadtatás
A Férfias játékok a Rotten Tomatoes oldalán 74%-os értékelést kapott 31 kritikus véleménye alapján.

### Bevételek
A film két hétig vezette az amerikai nézettségi listát 1992 júniusában, s 83 millió dollárral zárva mozis futását az év 14. legnagyobb bevételt elért bemutatójává vált. Észak-Amerikán kívül további 94 milliót termelt, így összbevétele meghaladja a 178 millió dollárt. Ezzel együtt bevételi szempontból a Férfias játékok a Jack Ryan-filmek sereghajtója mind az észak-amerikai, mind a világviszonylatbeli listát tekintve.
A videókölcsözésekből 37,5 millió dollár folyt be az Egyesült Államokban.

### Díjak és jelölések
| Díj                                                      | Kategória                              | Jelöltek                                   | Nyert-e? |
| -------------------------------------------------------- | -------------------------------------- | ------------------------------------------ | -------- |
| ASCAP Film- és Televíziós Zenei Díjak                    | Top Box Office Films                   | James Horner                               |          |
|                                                          |                                        |                                            |          |
| Fiatal Művészek Díja                                     | legjobb tíz év alatti fiatal színésznő | Thora Birch                                |          |
|                                                          |                                        |                                            |          |
| Science Fiction, Fantasy és Horrorfilmek Akadémiája, USA | legjobb díszdobozos DVD                | a Jack Ryan Special Edition DVD Collection |          |